# Roșița, Taraclia
Roșița (în trecut Ciucureni) este un sat din componența comunei Albota de Sus din raionul Taraclia, Republica Moldova.

## Demografie

### Structura etnică
Structura etnică a localității conform recensământului populației din 2004:
| Grup etnic                    | Populație | % Procentaj |
| ----------------------------- | --------- | ----------- |
| Băștinași declarați Moldoveni | 133       | 92,36%      |
| Găgăuzi                       | 6         | 4,17%       |
| Ucraineni                     | 3         | 2,08%       |
| Bulgari                       | 1         | 0,69%       |
| Alții                         | 1         | 0,69%       |
| Total                         | 144       |             |